# 羅馬橋 (梅里達)

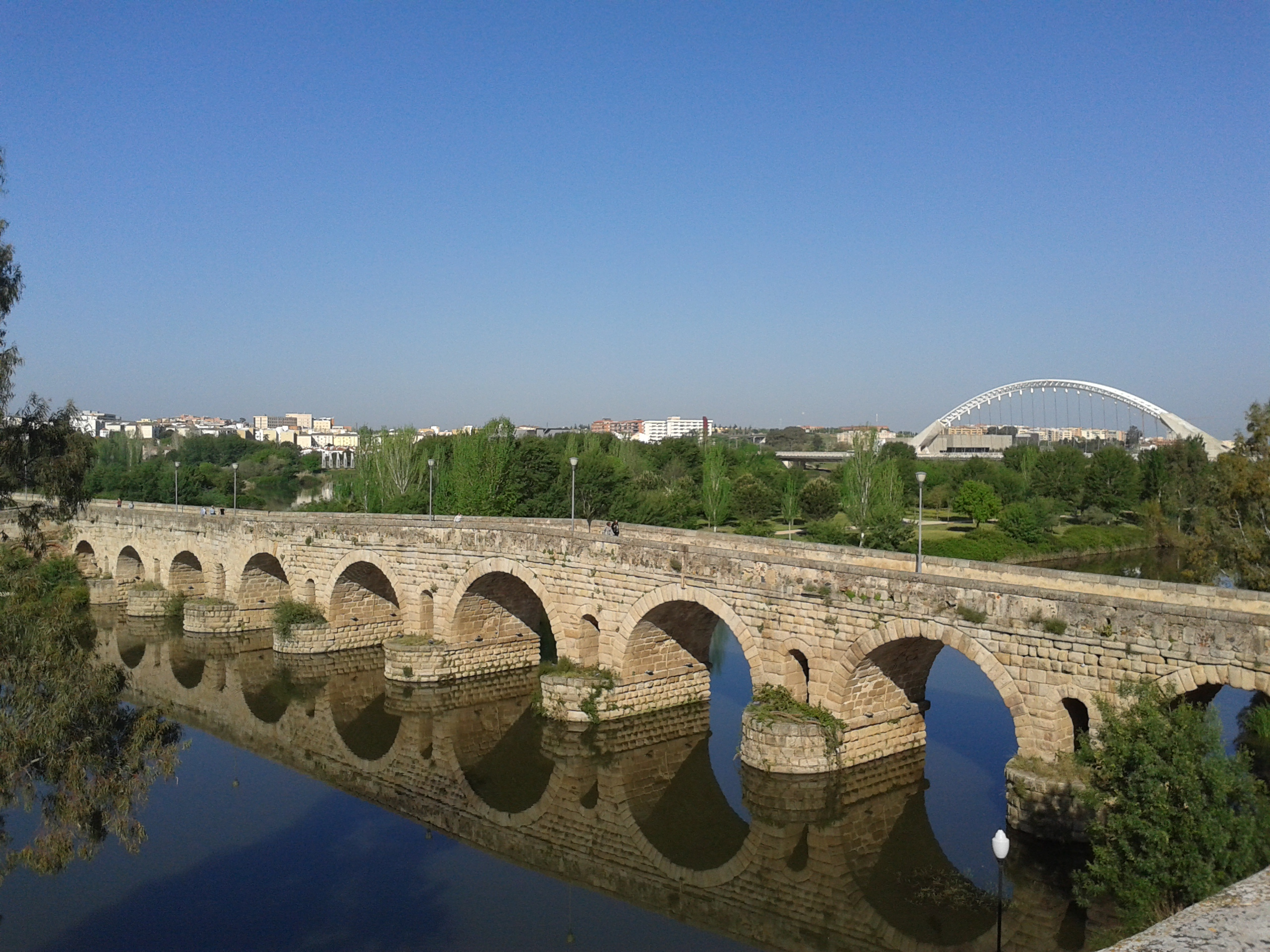
圖拉真拱門

羅馬橋（Puente Romano）是位於西班牙西南部城市梅里達的一座羅馬橋樑，跨過瓜地亞納河。這座橋樑是世界最長的現存古羅馬橋樑。

## 外部連結
维基共享资源上的相關多媒體資源：羅馬橋
- Structurae数据库中Puente Romano (Mérida)的数据
- Traianus – Technical investigation of Roman public works